# ティム・フラワーズ
ティモシー・デイヴィッド・"ティム"・フラワーズ（Timothy David "Tim" Flowers, 1967年2月3日 - ）は、イングランド・ウォリックシャー出身の元サッカー選手、サッカー指導者。現役時代のポジションはGK。

## 経歴
1993年にイングランド代表デビュー。出場機会は無かったもののUEFA EURO '96、1998 FIFAワールドカップのメンバーにも選ばれた。イングランド代表で通算11試合に出場した。

## 所属クラブ
- ウルヴァーハンプトン・ワンダラーズFC 1984-1986
- サウサンプトンFC 1986-1993
  - →  スウィンドン・タウンFC 1987 (loan)
- ブラックバーン・ローヴァーズFC 1993-1999
- レスター・シティFC 1999-2003
  - →  ストックポート・カウンティFC 2001 (loan)
  - →  コヴェントリー・シティFC 2002 (loan)
  - →  マンチェスター・シティFC 2002 (loan)

## 代表歴

### 出場大会
- イングランド代表
  - 1998 FIFAワールドカップ (ベスト16)

### 試合数
- 国際Aマッチ 11試合 0得点（1993年-1998年）[1]

| イングランド代表 | 国際Aマッチ | 国際Aマッチ |
| 年               | 出場        | 得点        |
| ---------------- | ----------- | ----------- |
| 1993             | 1           | 0           |
| 1994             | 2           | 0           |
| 1995             | 4           | 0           |
| 1996             | 1           | 0           |
| 1997             | 1           | 0           |
| 1998             | 2           | 0           |
| 通算             | 11          | 0           |